# Charles Jourdain
Charles Jourdain (Montreal, 27 de novembro de 1995) é um lutador canadense de artes marciais mistas, atualmente competindo no peso pena do Ultimate Fighting Championship.

## Carreira no MMA

### Ultimate Fighting Championship
Em sua estreia no UFC, Jourdain enfrentou Desmond Green em 18 de maio de 2019 no UFC Fight Night: dos Anjos vs. Lee. Ele perdeu por decisão unânime.
Jourdain em seguida enfrentou Doo Ho Choi no UFC Fight Night: Edgar vs. The Korean Zombie em 21 de dezembro de 2019.  Ele venceu por nocaute técnico no segundo round.
Jourdain enfrentou Andre Fili no UFC Fight Night: Eye vs. Calvillo em 13 de junho de 2020. Ele perdeu por decisão dividida.
Jourdain enfrentou Josh Culibao em 3 de outubro de 2020 no UFC on ESPN: Holm vs. Aldana. A luta terminou em um empate dividido.

## Cartel no MMA
| Cartel no MMA   |             |            |
| 19 lutas        | 13 vitórias | 5 derrotas |
| Por nocaute     | 8           | 0          |
| Por finalização | 4           | 1          |
| Por decisão     | 1           | 4          |
| Empates         | 1           | 1          |

| Res.    | Cartel | Oponente           | Método                               | Evento                                       | Data       | Round | Tempo | Local                           | Notas                                                         |
| ------- | ------ | ------------------ | ------------------------------------ | -------------------------------------------- | ---------- | ----- | ----- | ------------------------------- | ------------------------------------------------------------- |
| Vitória | 14-6-1 | Kron Gracie        | Decisão (unânime)                    | UFC 288: Sterling vs. Cejudo                 | 06/05/2023 | 3     | 5:00  | Newark, New Jersey              |                                                               |
| Derrota | 13-6-1 | Nathaniel Wood     | Decisão (unânime)                    | UFC Fight Night: Gane vs. Tuivasa            | 03/09/2022 | 3     | 5:00  | París                           |                                                               |
| Derrota | 13-5-1 | Shane Burgos       | Decisão (majoritária)                | UFC on ABC: Ortega vs. Rodríguez             | 16/07/2022 | 3     | 5:00  | Elmont, New York                |                                                               |
| Vitória | 13-4-1 | Lando Vannata      | Finalização (guilhotina)             | UFC Fight Night: Lemos vs. Andrade           | 23/04/2022 | 1     | 2:32  | Las Vegas, Nevada               |                                                               |
| Vitória | 12-4-1 | Andre Ewell        | Decisão (unânime)                    | UFC Fight Night: Lewis vs. Daukaus           | 18/12/2021 | 3     | 5:00  | Las Vegas, Nevada               |                                                               |
| Derrota | 11-4-1 | Julian Erosa       | Finalização (estrangulamento d'arce) | UFC Fight Night: Brunson vs. Till            | 04/09/2021 | 3     | 2:56  | Las Vegas, Nevada               |                                                               |
| Vitória | 11-3-1 | Marcelo Rojo       | Nocaute Técnico (socos)              | UFC Fight Night: Edwards vs. Muhammad        | 13/03/2021 | 3     | 4:31  | Las Vegas, Nevada               |                                                               |
| Empate  | 10-3-1 | Josh Culibao       | Empate (dividido)                    | UFC on ESPN: Holm vs. Aldana                 | 03/10/2020 | 3     | 5:00  | Abu Dhabi                       |                                                               |
| Derrota | 10-3   | Andre Fili         | Decisão (dividida)                   | UFC Fight Night: Eye vs. Calvillo            | 13/06/2020 | 3     | 5:00  | Las Vegas, Nevada               |                                                               |
| Vitória | 10-2   | Doo Ho Choi        | Nocaute Técnico (socos)              | UFC Fight Night: Edgar vs. The Korean Zombie | 21/12/2019 | 2     | 4:32  | Busan                           | Volta aos Penas; Luta da Noite.                               |
| Derrota | 9-2    | Desmond Green      | Decisão (unânime)                    | UFC Fight Night: dos Anjos vs. Lee           | 18/05/2019 | 3     | 5:00  | Rochester, New York             |                                                               |
| Vitória | 9-1    | Damien Lapilus     | Nocaute Técnico (socos)              | TKO 47: Jourdain vs Lapilus                  | 11/04/2019 | 5     | 2:02  | Montreal, Quebec                | Volta aos Leves; Ganhou o Cinturão Peso Leve Interino do TKO. |
| Vitória | 8-1    | Alex Morgan        | Finalização (guilhotina)             | TKO 45: Jourdain vs Morgan                   | 27/12/2018 | 1     | 4:38  | Montreal, Quebec                | Ganhou o Cinturão Peso Pena do TKO.                           |
| Vitória | 7-1    | Kevin Généreux     | Finalização (mata leão)              | TKO Fight Night 1                            | 02/08/2018 | 2     | 4:08  | Montreal, Quebec                |                                                               |
| Vitória | 6-1    | Matar Lo           | Nocaute (socos)                      | TKO 42: Nogueira vs. Laramie                 | 16/03/2018 | 1     | 2:19  | Laval, Quebec                   |                                                               |
| Derrota | 5-1    | T.J. Laramie       | Decisão (unânime)                    | TKO 41: Champions                            | 08/12/2017 | 5     | 5:00  | Montreal, Quebec                | Pelo Cinturão Peso Pena Vago do TKO.                          |
| Vitória | 5-0    | William Romero     | Nocaute Técnico (socos)              | TKO 39: Ultimatum                            | 16/06/2017 | 3     | 2:04  | Saint-Roch-de-l'Achigan, Quebec |                                                               |
| Vitória | 4-0    | Mathieu Morciano   | Nocaute Técnico (socos)              | TKO 38: Ascension                            | 07/04/2017 | 2     | 1:42  | Montreal, Quebec                | Volta aos Penas.                                              |
| Vitória | 3-0    | Michael Cyr        | Finalização (mata leão)              | TKO 37: Rivals                               | 13/01/2017 | 1     | 1:29  | Montreal, Quebec                | Estreia nos Leves.                                            |
| Vitória | 2-0    | Marc-Antoine Lidji | Nocaute Técnico (socos)              | TKO 36: Resurrection                         | 04/11/2016 | 3     | 4:02  | Montreal, Quebec                |                                                               |
| Vitória | 1-0    | Thomas Sumantri    | Nocaute (joelhada voadora)           | LAMMQ 5                                      | 21/05/2016 | 1     | 4:32  | Quebec City, Quebec             | Estreia nos Penas.                                            |